# 西新橋
西新橋（にししんばし）は、東京都港区の地名。住居表示実施済み区域であり、現行行政町名は西新橋一丁目から三丁目。芝地区総合支所管内に属する地域の一つである。

## 地理
町域の大半はオフィスビルが立ち並ぶビジネス街となっており、会社員向けの飲食店なども集まっている。
西新橋は、1965年（昭和40年）の住居表示実施の際に、従前の芝田村町を中心とする区域に新しく命名された町名である。町名を決定する際に、港区は田村町とせず、新橋の西側に位置することから西新橋と命名した。

## 歴史
現在の西新橋の一帯は関東大震災以前には「桜田」を冠称する多くの町があった。関東大震災後の復興のための大規模な町名整理が行われ、桜田地区の数多くの町はその名前を変え新たに田村町となった。1965年に実施された住居表示により田村町一帯は新たに「西新橋」の町名がつけられた。

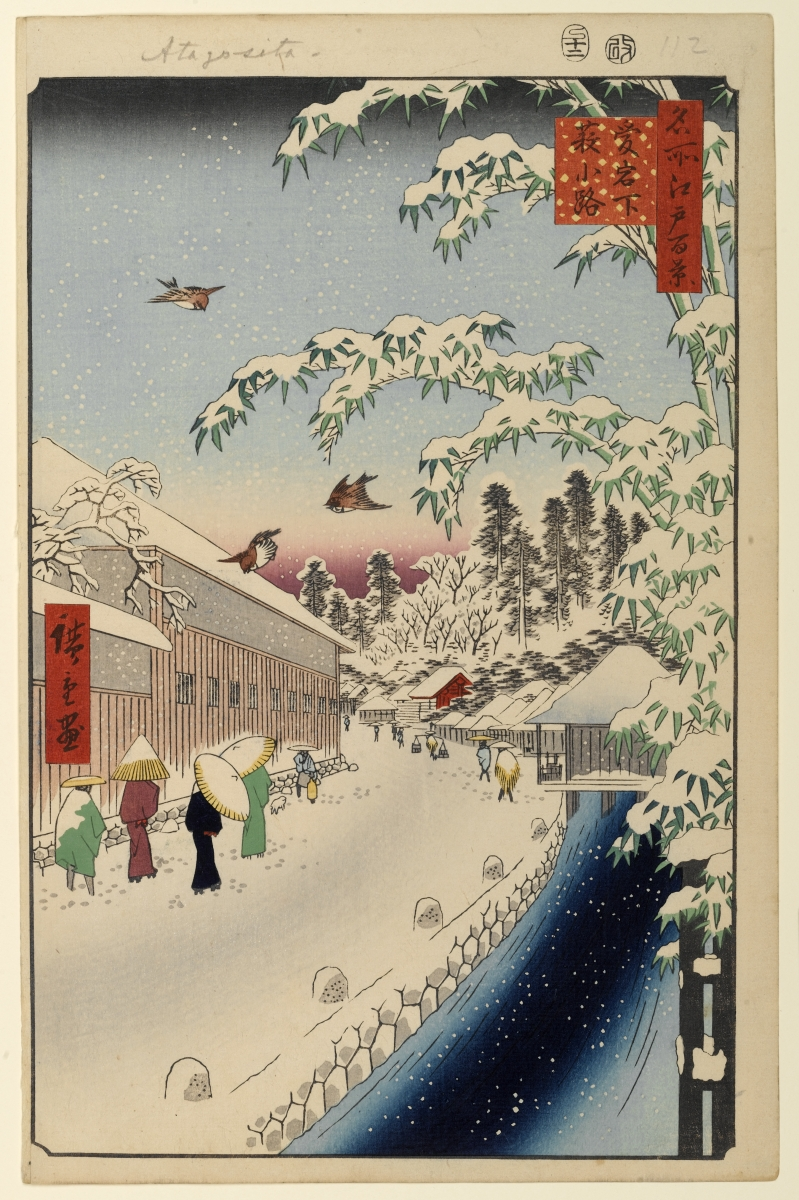
歌川広重

### 沿革
- 1794年（寛政2年） - 麹町から出火した大火により類焼した桜田七か町（桜田太左衛門町・久保町・善右衛門町・和泉町・鍛冶町・備前町・伏見町）が現在の西新橋の地に移転してくる。
- 1827年（文政10年） - 本郷五・六丁目が火除地として召し上げられ、一部が移転して幸橋御門外本郷六丁目代地が成立する。
- 1868年（明治元年） - 東京府成立に伴い、当地域は東京府の所属となる。
- 1869年（明治2年） - 本郷六丁目代地が桜田本郷町と改称する。
- 1873年（明治5年） - 佐久間小路と呼ばれていた武家地に南佐久間町一・二丁目が、田村右京大夫（田村宗良）屋敷に因み田村小路と呼ばれていた武家地に田村町が成立する。桜田本郷町が大的場跡を合併する。芝新銭座・川口町・湊町の一部が移転し、新桜田町が成立する。
- 1878年（明治11年） - 芝区成立に伴い、当地域は東京府芝区の所属となる。
- 1889年（明治22年）5月1日 - 東京市成立に伴い、当地域は東京市芝区の所属となる。
- 1923年（大正12年）9月1日 - 関東大震災により桜田地区はほとんど焦土と化す。
- 1932年（昭和7年）12月1日 - 関東大震災後の復興のための大規模な町名整理が行われ、桜田地区の数多くの町が消滅し、従来の田村町の隣に、新たに田村町一丁目から田村町六丁目が成立する。
- 1947年（昭和22年） - 芝区が赤坂区・麻布区と合併して新たに港区が成立。それに伴い町名に「芝」の冠称がつく。
- 1956年（昭和31年） - この年から翌年にかけて、桜田地区の残余部分（芝新桜田町・芝桜田太左衛門町など）が芝田村町に編入され消滅する。
- 1965年（昭和40年）7月1日 - 住居表示が実施され、芝田村町に周辺の芝南佐久間町などを合わせて現在の西新橋が成立する。
- 2014年（平成26年）3月31日 - 新虎通り（愛称）開通
- 2016年（平成28年）4月1日 - 新虎通りエリアマネジメント協議設立

### 町名の変遷

#### 震災復興期の桜田地区（田村町）
| 実施後       | 実施年月日    | 実施前（各町名ともその一部）                                                                        |
| ------------ | ------------- | --------------------------------------------------------------------------------------------------- |
| 田村町一丁目 | 1932年12月1日 | 桜田本郷町、新桜田町、新幸町、外堀埋立地                                                            |
| 田村町二丁目 | 1932年12月1日 | 桜田伏見町、桜田和泉町、桜田鍛冶町、桜田久保町、桜田備前町、 桜田善右衛門町、桜田太左衛門町、兼房町 |
| 田村町三丁目 | 1932年12月1日 | 南佐久間町二丁目                                                                                    |
| 田村町四丁目 | 1932年12月1日 | 田村町                                                                                              |
| 田村町五丁目 | 1932年12月1日 | 愛宕町二丁目、愛宕町三丁目                                                                          |
| 田村町六丁目 | 1932年12月1日 | 愛宕町二丁目、愛宕町三丁目                                                                          |

#### 住居表示実施前後
| 実施後       | 実施年月日   | 実施前（各町名ともその一部）                                 |
| ------------ | ------------ | ------------------------------------------------------------ |
| 西新橋一丁目 | 1965年7月1日 | 芝田村町一丁目、芝田村町二丁目、芝南佐久間町一丁目           |
| 西新橋二丁目 | 1965年7月1日 | 芝田村町、芝田村町三丁目、芝田村町四丁目、芝南佐久間町二丁目 |
| 西新橋三丁目 | 1965年7月1日 | 芝田村町五丁目、芝田村町六丁目、芝愛宕町二丁目、芝公園       |

## 世帯数と人口
2025年（令和7年）4月1日現在（港区発表）の世帯数と人口は以下の通りである。
| 丁目         | 世帯数    | 人口    |
| ------------ | --------- | ------- |
| 西新橋一丁目 | 176世帯   | 249人   |
| 西新橋二丁目 | 280世帯   | 377人   |
| 西新橋三丁目 | 703世帯   | 911人   |
| 計           | 1,159世帯 | 1,537人 |

### 人口の変遷
国勢調査による人口の推移。
| 年                 | 人口  |
| ------------------ | ----- |
| 1995年（平成7年）  | 1,198 |
| 2000年（平成12年） | 1,020 |
| 2005年（平成17年） | 1,128 |
| 2010年（平成22年） | 1,055 |
| 2015年（平成27年） | 1,442 |
| 2020年（令和2年）  | 1,621 |

### 世帯数の変遷
国勢調査による世帯数の推移。
| 年                 | 世帯数 |
| ------------------ | ------ |
| 1995年（平成7年）  | 435    |
| 2000年（平成12年） | 444    |
| 2005年（平成17年） | 675    |
| 2010年（平成22年） | 687    |
| 2015年（平成27年） | 972    |
| 2020年（令和2年）  | 1,184  |

## 学区
区立小・中学校に通う場合、学区は以下の通りとなる（2022年4月現在）。
- 区域 : 一丁目、二丁目、三丁目　各全域
  - 小学校 : 港区立御成門小学校
  - 中学校 : 港区立御成門中学校

## 事業所
2021年（令和3年）現在の経済センサス調査による事業所数と従業員数は以下の通りである。
| 丁目         | 事業所数    | 従業員数 |
| ------------ | ----------- | -------- |
| 西新橋一丁目 | 1,047事業所 | 21,468人 |
| 西新橋二丁目 | 532事業所   | 11,846人 |
| 西新橋三丁目 | 465事業所   | 12,228人 |
| 計           | 2,044事業所 | 45,542人 |

### 事業者数の変遷
経済センサスによる事業所数の推移。
| 年                 | 事業者数 |
| ------------------ | -------- |
| 2016年（平成28年） | 2,116    |
| 2021年（令和3年）  | 2,044    |

### 従業員数の変遷
経済センサスによる従業員数の推移。
| 年                 | 従業員数 |
| ------------------ | -------- |
| 2016年（平成28年） | 39,718   |
| 2021年（令和3年）  | 45,542   |

## 施設・名所・史跡

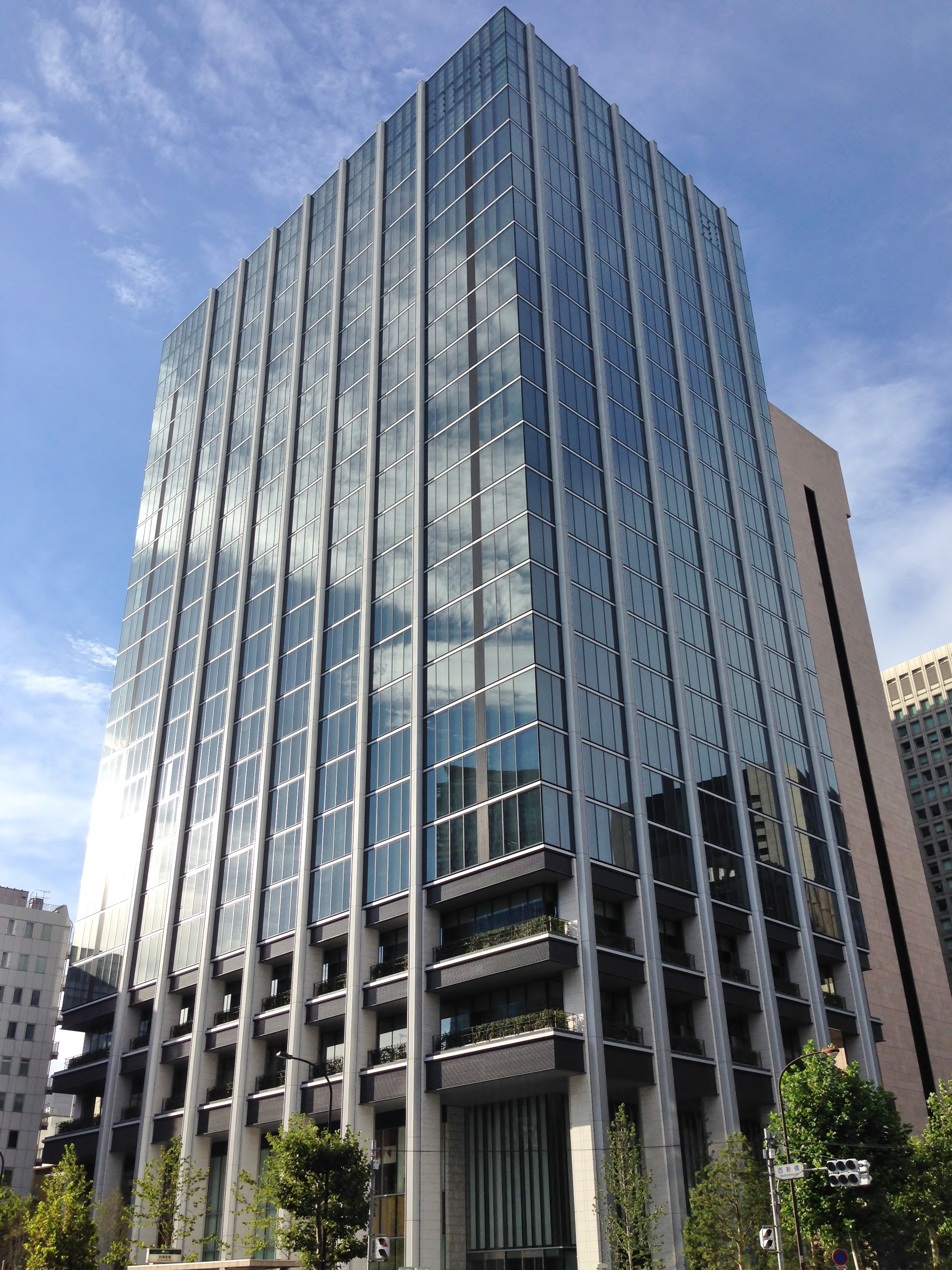
西新橋スクエア

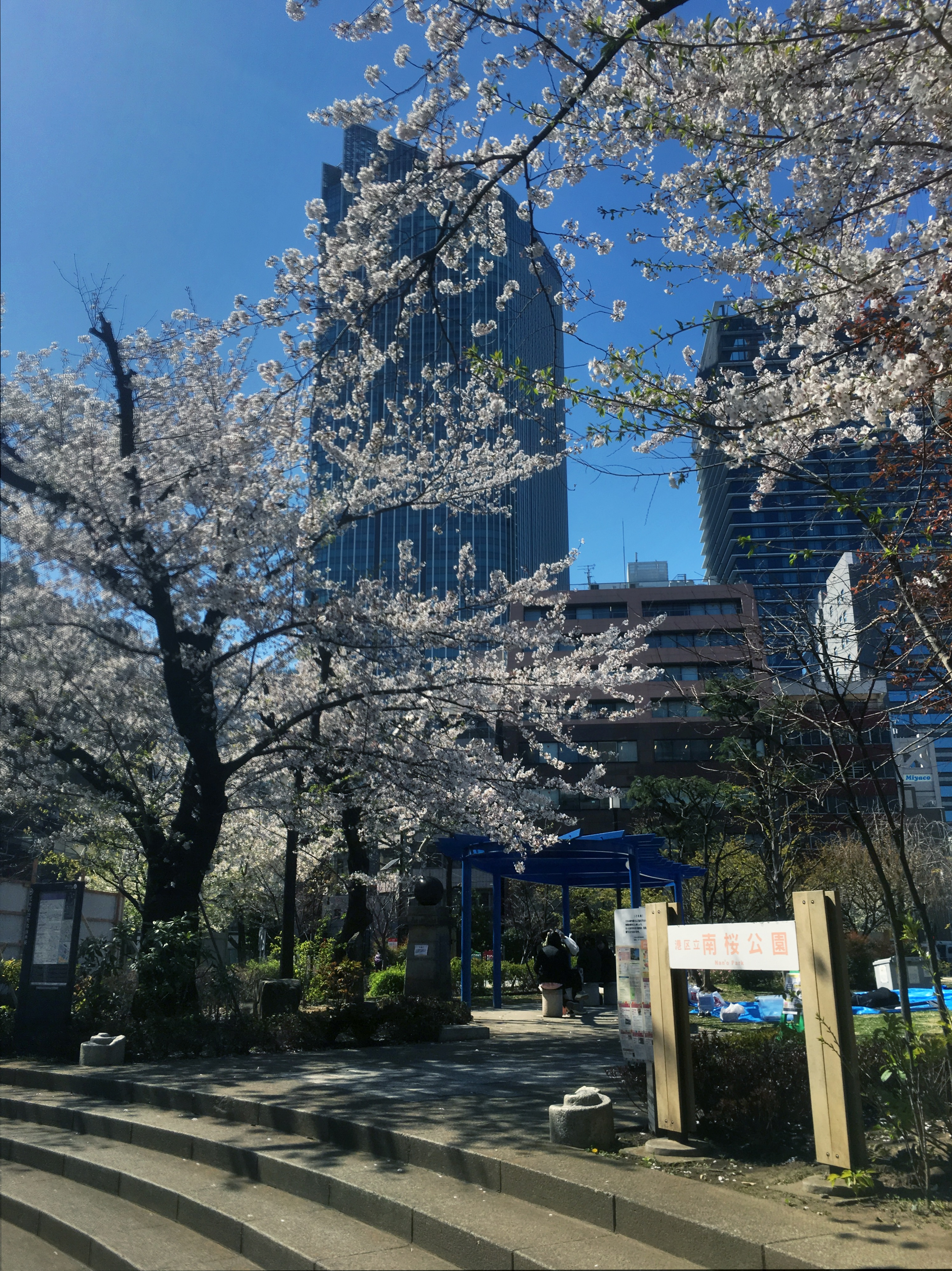
南桜公園

### 西新橋一丁目
- 日本の酒情報館
- 内幸町駅
- 西新橋郵便局
- 西新橋スクエア
- 航空会館（二・二六事件の際に「勅命下る　軍旗に手向かふな」のアドバルーンが上げられた旧・飛行館）

### 西新橋二丁目
- 南桜公園
- 住友不動産日比谷ビル
- 日比谷シティホテル
- 永谷園本社
- 愛宕日立別館 (日立グローバルライフソリューションズなどが本社を構える)

### 西新橋三丁目
- 東京慈恵会医科大学 西新橋キャンパス
  - 東京慈恵会医科大学附属病院
- 芝郵便局
- 港区立御成門中学校
- 御成門駅
- VORT虎ノ門サウスビル
  - 3階 - 駐日マーシャル諸島大使館
  - 10階 - 駐日コソボ大使館

## 交通

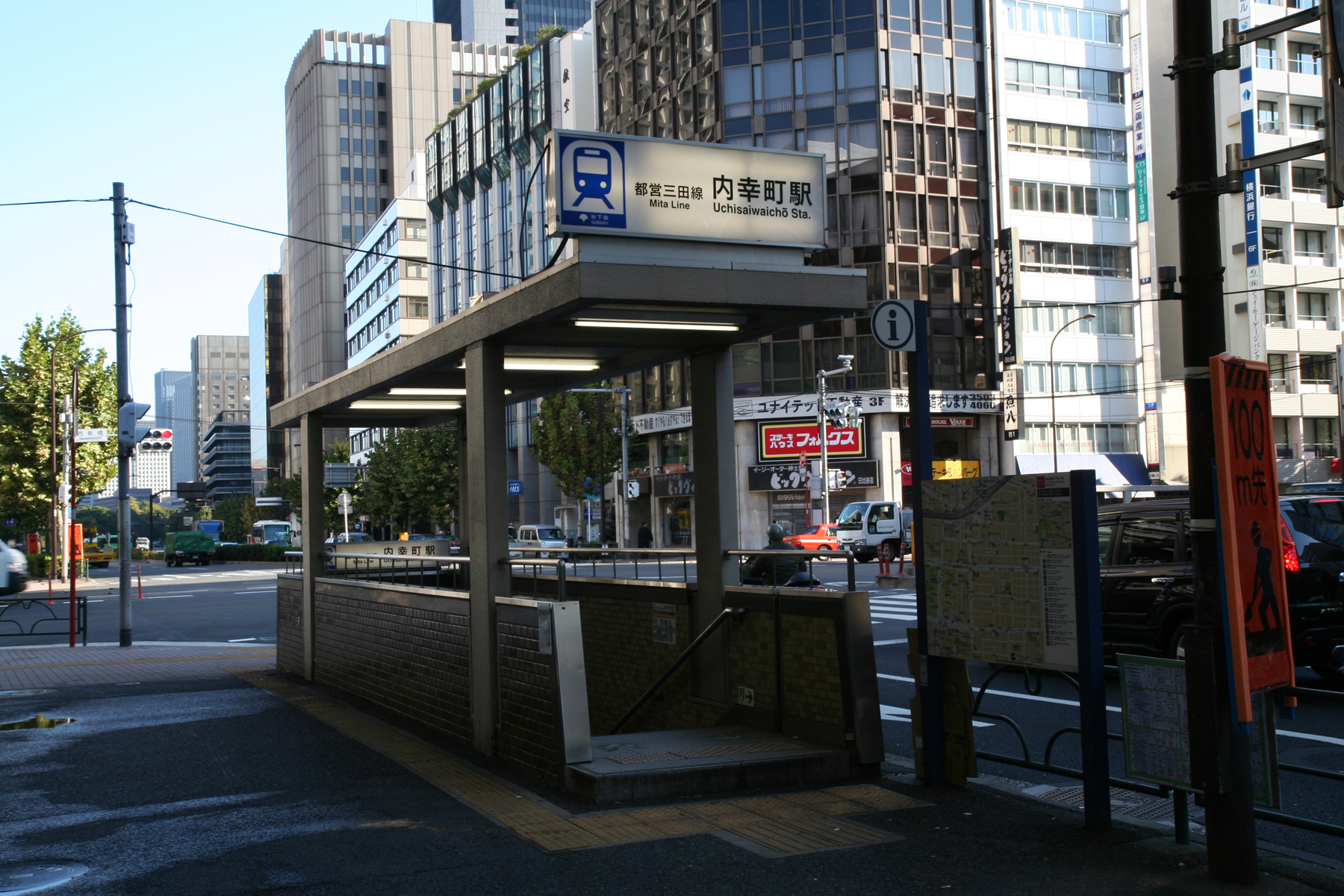
内幸町駅

### 鉄道
- 内幸町駅（都営地下鉄三田線） - かつては「西新橋」の副駅名が使用されていた。
- 御成門駅（都営地下鉄三田線）

### 路線バス
- 都営バス 都01系統・深夜01系統（新橋駅 - 溜池 - 渋谷駅）、渋88系統（新橋駅 - 神谷町駅 - 渋谷駅）
  - 西新橋一丁目停留所
- 東急バス 東98系統（東京駅南口 - 目黒駅・清水・等々力方面）
  - 虎ノ門一丁目停留所
  - 西新橋二丁目停留所
  - 愛宕山下停留所
  - 慈恵会医大前停留所

いずれも目黒・清水・等々力方面のみ。東京駅方向は虎ノ門または愛宕に所在。
- ちぃばす（コミュニティバス、フジエクスプレス運行）
  - 慈恵医大病院入口停留所

## その他

### 日本郵便
- 郵便番号 : 105-0003[4]（集配局 : 芝郵便局[15]）。